# レーシングカート

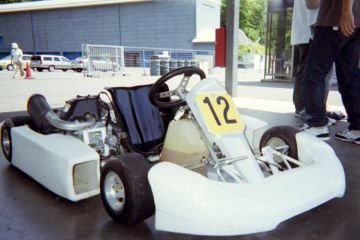
レンタルカート（無限プレイングカート90、ツインリンクもてぎ、栃木県芳賀郡茂木町、2004年）

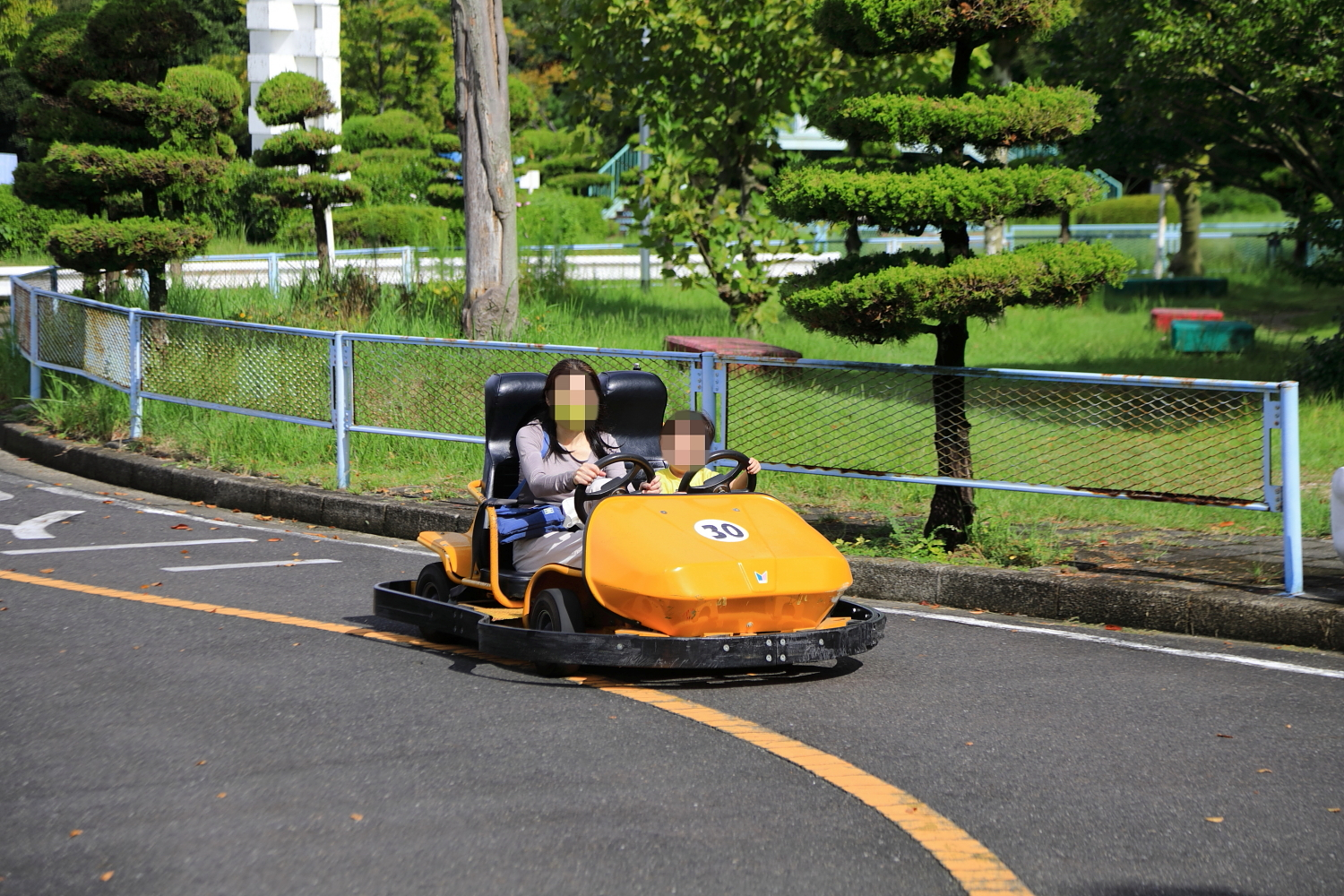
二人乗りゴーカート 大高緑地公園、名古屋市

レーシングカート（英: kart racing）とは、パイプフレームにむき出しのエンジン、タイヤ、バケットシートなどを取り付けた、小さく簡素な構造の競技用車両である。スプリントカート、カートとも。
レーシングカートと似た言葉との区別や誤解を防ぐため、遊園地や施設などの遊技用カートを「ゴーカート」と呼び、米国のチャンプカー・ワールド・シリーズの旧名称である「CART」は、カタカナではなく英字表記されることが多い。また、CARTとの区別もあり、英字表記はkartと綴るのが一般的である。

## 概要
操作はステアリング・ホイール（いわゆるハンドル）、右足アクセルペダル、左足ブレーキペダルの3点のみで行い、車を速く走らせることを楽しみ、競う。手だけで操作するもの、マニュアルトランスミッションが付いているもの（ミッションカート）、EVカートなど、ほかに種類はたくさんある。

## レース

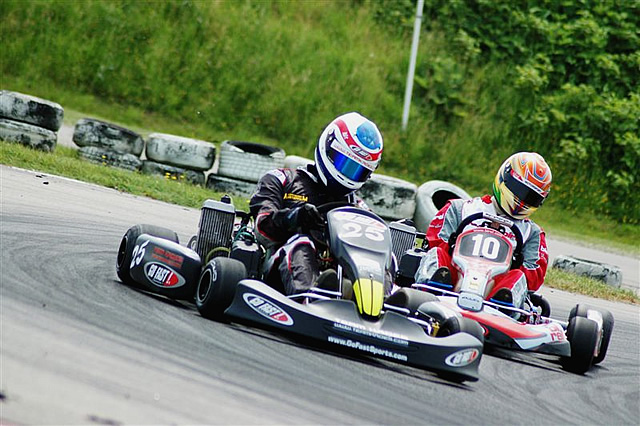
カートによるレースの様子

クラスは細分化され、一般の人でも楽しめるレンタルカートを代表する4ストロークエンジンや、レース仕様の2ストロークエンジンに大きく分けられ、その中でも本場F1仕込のミッションも出現するなど、多くのニーズを取り組んでいる。
アメリカでは、最高速度が200km/h以上のカートも出現するなど、その競技・趣味人口は多くないものの、幅広い世代から支持を得ている。
レーシングドライバーの入門クラスに位置づけられており、F1などの上級クラスのドライバーのほとんどはカートの経験がある。

## 構造
カートと乗用車や他の競技車両とは構造が幾分異なり、非常に単純な構造となっている。
- サスペンションがカートにはない。これにより、シャシだけでタイヤのグリップを得る技量が要求される。
- ブレーキはリアのドライブシャフト上に一つだけしかない（車種によってはフロントにもある）。
- ステアリングがフロントシャフトと直結しており、ロックトゥーロックが2回転半程度の多くの乗用車に比べ、左右に50度程度の切れ角しかない（走行中に30度以上の角度となることは少ない）。
- シートベルトはなく、バケットシートとよばれるFRPまたはカーボンFRP製のシートのみで体を支える。
- 乗用車と違い、デファレンシャルギアが無いため、コーナーを曲がる時、熟練者はインリフトという走法技術を用いる場合が多い。
- かつてはセルモーターやクラッチはついていないことが多く、カートを押すことでエンジンを回して始動するのが主流だったが、近年ではセルモーターでエンジンを回して始動しクラッチがついている機種が増えてきている。

## 楽しみ方・競技への参加

### レース（競技）
主催する団体の規則に従う必要がある。日本での主な団体はFIA-CIK（日本国内ではJAFが管理）とSLカートスポーツ機構があり、競技を主催している。また、カートショップ等が主催する競技もある。
他のモータースポーツと同様、主催者により統一されたルール（レギュレーション）の下、レーシングカートのクラスおよび格式は多種類ある。クラスによって使用するフレームやタイヤ、エンジンなどが細かく規定される。
- スプリントカートの入門クラスでは、エンジンは排気量100ccの2ストローク・空冷エンジンで出力15馬力程度、レギュレーションで改造などが禁止されているケースが多い。最高速度は直線で100 km/h程度であるが、着座位置が地べたを這うように低いので、体感速度はその倍程度となる。
- 全日本選手権・世界選手権もある上位クラスでは、排気量125ccの2ストローク・水冷エンジンが中心となり、チューニングも許可される。エンジン出力も30馬力を超え、コースによっては直線速度150km/hといった性能で競う。
- また、二輪・四輪自動車用サーキットを直線速度200km/h程度で走るスーパーカートというものもある。

日本で競技への出場や運営に資格は不要であるが、競技主催者が定めた資格（モータースポーツライセンスなど）が必要になる(FIA傘下の団体主催競技、SLカートスポーツ機構が主催する競技など）。カートレースはフォーミュラーカーなど他のレース車両を用いる自動車競技のカテゴリに比べて参戦費用が低い（車両やタイヤの価格が安く、サーキットまでの車両の運搬が乗用車で出来るなど安価である）。全日本選手権レベルのシリーズに年間を通して本格的に参戦するとなる年間数百万円程度の費用が掛かる。レーシングカートは最も安価な競技機材ではなく、日常生活で使っている自動車を利用できるオートテストやジムカーナやレースなど追加費用が安い競技もある。

### レース（競技）以外
カート車両を所有して走行を楽しんだり、レースに参加する場合、保管と運搬を自分で行うか、カート・ショップやカート・サーキットに委託する。自己で車両を保有する場合、エンジンなどがセットになった完成車が新車で概ね50万円前後、フレームのみのコンプリートキットが同じく30万円程度から販売されている。一般の乗用車に比べると安価ではあるが決して安い値段ではないため、中古車も多数流通している。走行にはこれ以外にタイヤ・エンジンオイル・ガソリンなどの消耗品類が必要で、公式なレース参戦にはヘルメットやレーシングスーツ等も用意しなければならない。さらに、エンジンを維持するための定期的なオーバーホールなども必要になる。
車両を自己保有することなくカートを楽しむことができるレンタルカートもある。レンタル専用コース、あるいはカート・サーキットで持ち込み車両と時間帯を区切って営業されており、数千円でカート・サーキットを数周周回が出来る。レンタルカートで使用される車両は「スポーツカート」と呼ばれるスクーターのエンジンや4ストローク汎用エンジンを搭載したものが使われることが多く、排気量は2ストロークで50cc - 90cc、4ストロークで160cc - 270cc、直線速度は70km/h程度。機敏な動きと良く効くブレーキ、高い水平加速度（G）や風を感じながら車を操ることで、モータースポーツの醍醐味を味わうことができる。
自動遠心クラッチを装備するものが多いため、始動時に押しがけをする必要がないほか、スピンしてエンストしても再始動でき、誰でも気軽な体験が可能となっている。
なおレンタルカートの場合、怪我防止のため運転時には長袖・長ズボンの着用を義務付けているところが多い（ヘルメット・グローブ類は大抵サーキットでレンタルできるようになっている）。
レンタル専用機種として市販スクーターのエンジンを流用したヤマハFK9、無限プレイングカートなどが販売されていた。現在の主流は、一般市販、もしくはレンタル専用フレームにHONDA GXシリーズやスバル EXシリーズなどの汎用4ストロークエンジンを搭載することが多い。
新型コロナウイルス禍による入国規制が緩和されて以降、自身でのゴーカートの運転により東京の名所を巡ることができる「公道レンタルカート」が外国人観光客に人気を博している一方で、2024年時点では事故やマナー違反が多発し、特に渋谷区界隈で問題となっている。

### ステップアップ
カート（レーシングカート）の存在意義と魅力には「ハイスピード＆ハイグリップマシンを安全なサーキットで操れる」ことや「年齢差のある相手との、自動車レースならではの競い合い」などがある。
カートそのものにも、世界カート選手権や全日本カート選手権など世界タイトル・ナショナルタイトルを争うシリーズがあり、10代の若手ドライバーから40代のベテランまで幅広い年代のドライバーが戦いを演じている。これらのシリーズは非常にレベルが高く、F1ドライバーといえど上位進出は容易ではない。中にはテレビ中継が行われるシリーズもあり、日本でもオープンマスターズカートがJ SPORTSで定期的に中継されている。
日本でもレーシングカートのレースでの成績いかんで上級カテゴリー（多くはジュニア・フォーミュラやレーシングスクール）への推薦や抜擢を行うスカラシップシステムが盛んに取り入れられていることから（代表例はトヨタ自動車のトヨタ・ヤングドライバーズ・プログラム（TDP）、本田技研工業のフォーミュラ・ドリーム（FD）など）、「このカテゴリーで優秀ドライバーをふるいにかける」役割も果たしている。そのことから「レーサーを目指すならば、カート経験をしっかりと積むことが得策」と考えられている。
また日本自動車連盟（JAF）主催の全日本カート選手権でシリーズを戦い、上位にランクされることで得られる特別ライセンスがある。これは通常18歳以上の年齢で運転免許の交付を受けてからしか乗ることのできない車両を用いた競技に参加することができる限定ライセンスで、成績優秀者に限り16歳からフォーミュラカーのレースに参戦することを許可する制度。この制度が始まって以来、全日本カート選手権出身の優秀若手ドライバーが数々輩出されている。2008年からウィリアムズF1のレギュラードライバーとなった中嶋一貴もこの制度を生かした一人である。

## 歴史
元々アメリカ合衆国やイギリスを中心に、ソープボックスレース（エンジンを持たないカートで坂道を下るもの）という遊びがあった。主に子供の遊びとして行われたが、グッドウッド・フェスティバル・オブ・スピードでも2004年までソープボックスによるレースが行われていたように、大人でもソープボックスレースを楽しむものは少なくなかった。
- 1956年 アメリカのアート・インゲルス（Art Ingels）がレース・カー製造業者のカーチス・クラフト（Kurtis Kraft）に従事しているときに造ったのが始まり、とされている。
- 「ゴーカート（GO KART）」という商品名で売り出された。
- カートは急速に世界に広まり、ヨーロッパや南米、アジアにも浸透した。
- 日本には、在日米軍が持ち込んだとされる。
  - 1959年 東京カートクラブが設立される。
  - 1960年 ゴーカートクラブオブジャパンが設立される。
  - 1972年 日本国内カートレースの統轄組織が日本自動車連盟（JAF）に。
  - 1973年 ヤマハのレーシングカート「レッドアローRC100」発売。
  - 1974年 SLカートクラブが設立される。

1970年代前半当時の遊園地では単純に骨組みだけの様なゴーカートが一般で、ごく普通に幼稚園児でも一人で乗車していた。

## トピックス
- kartという綴りは、「GO CART」という商品名が誤って「GO KART」として広められ、定着したという説がある[2]。
- 2001年、当時既に3回のF1ワールドチャンピオンを獲得していたミハエル・シューマッハがドイツで開催されたレーシングカートのワールドカップに参戦した。現役F1チャンピオンがレーシングカートの世界選手権に出場するなど前代未聞の出来事であったが、シューマッハはかねてよりレーシングカートだけがF1ドライビングのトレーニングにもなりうる存在であると公言している。予選までクラッシュなどで苦戦を強いられたが、雨になった決勝レースでは2位でフィニッシュしている。この時、シューマッハがレースに参戦するため、当時トニーカートのワークスドライバーであった杉山貴英のシートを譲り受けての参戦となった。またシューマッハは世界有数のカートメーカーであるTONY KARTに資本参加している。
- 著名なドライバーの名を架したブランドカートには、F1チャンピオン経験者のフェルナンド・アロンソのFA　KARTやロバート・クビサのRK、元F1ドライバーで両足切断の大けがを負った「ザナルディー」、また財団への募金を目的にした「アイルトン・セナ」などがある。
- カート出身のドライバーが増えて以降は四輪自動車のプロドライバーのトレーニングとしても活用されている。オフシーズンとなる年末に、著名な四輪ドライバーによる大会が催される例もある（下記）。
  - パリ・ベルシー インドアカート大会（en）。1989年にF1を引退したフィリップ・ストレイフが主催し、交通遺児チャリティーとして、1993年から2001年にかけて毎年年末にパリで開催されていた。アラン・プロスト、アイルトン・セナなども出場している。
  - グランジャビアナ500マイル耐久レース。1997年から毎年年末にサンパウロ州・コチアで開催されている。ドライバー交代ありの耐久レースのため、1チーム3～4名で数十のチームが参戦する。F1、インディカーで走るブラジル人ドライバーの大多数が参戦しているほか、国外のドライバーが出場することもあり、過去にはファン・パブロ・モントーヤ、ダン・ウェルドン、マルコ・アンドレッティらが参戦している。
  - Desafio Internacional das Estrelas（英語版）。チャリティとして、当時現役のF1ドライバーだったフェリペ・マッサが主催し、2005年から2014年にかけて毎年シーズンオフにブラジルで開催された。ブラジル人ドライバー以外では、当時F1を一時引退していたミハエル・シューマッハや、フェルナンド・アロンソ、ジュール・ビアンキらも出場した。

## 事故
- 1961年、日活のスター俳優である赤木圭一郎が映画の撮影所でカートを運転して激突死した。
- 2009年には、ドイツ国内選手権のKZ2クラスのレースにおいてトーマス・クノッパーが事故死した。
- 2018年には、インドの北部ハリヤナ州で28歳の女性が髪をゴーカートに巻き込まれたことをきっかけに死亡。2020年10月には、インド南部テランガナ州ミーアペットのグラムグダ地区で、21歳の女性のヘルメットが脱げ、髪がタイヤとエンジンをつなぐ軸に巻き込まれ、頭を打ったことが原因で死亡[3]。
- 2022年9月18日、北海道森町で開かれた子ども向けのゴーカート体験イベントで、小学6年生の11歳女児が運転するゴーカートがカーブを曲がり切れず見物客に突っ込み、2歳3ヶ月の男児が死亡。時速40kmに達する乗り物だった[4][5]。

レーシングカートは公道でなければ運転免許なしで、一定以上の身長が（事業者にもよるがおおむね140㎝以上）あれば運転できることとなる。公道を走るカートは車両の安全基準および自賠責保険が定められているが、公道用ではないカートには基準がない。また、施設内のコースは公道に当たらないため道交法の速度規制も適用されない。
さらに、カートのコースはジェットコースターなどと異なり、建築基準法で安全管理基準を定める遊戯施設にも該当せず、安全管理はすべて事業者に委ねられているのが現状である。

## メーカー
- ギラード（英語版） -  イギリス
- ビレル（英語版） -  イタリア
- イントレピッド・カート・テクノロジー（イタリア語版） -  イタリア
- CRG -  イタリア
- ドリュー・プライス・エンジニアリング -  オーストラリア
- ヤマハモーターパワープロダクツ -  日本
- ソディカート（フランス語版） -  フランス
- プラガ -  チェコ